# Епархија канадска
Епархија канадска (енгл. Serbian Orthodox Eparchy of Canada) епархија је Српске православне цркве која покрива територију читаве Канаде од Атлантског до Тихог океана. По територији је највећа епархија Српске православне цркве.
Епархија канадска је подељена на два архијерејска намесништва: источно-канадско и западно-канадско. У оквиру епархије делују свеукупно 37 парохија и мисија у шест покрајина: Онтарио, Квебек, Британска Колумбија, Алберта, Манитоба и Нова Шкотска. Најсевернија парохија је у Едмонтону, а најисточнија у Халифаксу.
Надлежни архијереј је митрополит Митрофан (Кодић). Сједиште епархије (манастирска црква и епископски двор) се налази у Милтону а саборни храм у Хамилтону.
Слава епархије је Покров Пресвете Богородице (14. октобра).

## Историја
Прва српска црквеношколска општина на канадском тлу основана је 1912. године у Реџајни (Саскачеван), где су се скрасили српски имигранти махом из Баната. Црква Свете Тројице у Реџајни завршена је и посвећена 1916. године. Срби у Хамилтону формирали су своју црквену општину 1913. године, а Црква Светог оца Николе посвећен је 15. децембра 1917. године.

### Између два рата
Црквени живот између два рата међу Србима у Канади обележен је великим тешкоћама, пре свега у покушајима да се пронађе начин да српски свештеници служе у српским храмовима и опслужују наше досељенике. О проблемима са којима се Црква суочавала говори и писмо првог епископа америчко-канадског г. Мардарија (Ускоковића) упућено Светом архијерејском синоду 1934. године.
Слали смо мисионаре, монахе, али ни један се није могао задржати више од два, три мјесеца. Фамилијарни свештеници још мање.— Епископ г. Мардарије
Поред материјалних разлога, епископ наводи и онај други, можда теже савладив:
Хамилтонска парохија заузима територију много већу него је Југославија. И на томе пространству су по неколико стотина и хиљада километара разбацане мале српске колоније са по две-три фамилије, које треба обилазити и опслуживати. Друга наша парохија у Реџајни — Саскачеван, која је од Хамилтона далеко отприлике онолико колико и Београд од Стокхолма, још је тежа за опслуживање.— Епископ г. Мардарије

### Послератни период
Са приливом српских емиграната након Другог светског рата широм Канаде ничу и јачају српске колоније — у Виндзору, Торонту и Најагара Фолсу (Онтарио), у Ванкуверу (Британска Колумбија), Летбриџу (Алберта), Монтреалу (Квебек).
Година 1963. донела је драматичне промене у животу Српске православне цркве, нарочито на америчком тлу. По први пут у својој историји Српска црква доживљава раскол који траје пуних 29 година. Последица раскола је да се део парохија на америчком континенту отцепљује од Мајке Цркве и под вођством владике Дионисија формира тзв. Слободну српску православну цркву (касније Новограчаничка митрополија). Административне измене, међутим, дешавају се и међу парохијама које остају верне Српској православној цркви са седиштем у отаџбини. Од дотадашње једне епархије, Америчко-канадске, формирају се три: Средњозападноамеричка, Западноамеричка и Источноамеричка и канадска.
Први епископ источноамерички и канадски био је Стефан Ластавица који води епархију од 1963. до 1966. године. Наслеђује га владика Сава Вуковић и од 1978. године владика Христофор Ковачевић.

### Самостална епархија
Српска православна Епархија канадска формирана је одлуком Светог архијерејског сабора Српске православне цркве 26. маја 1983. године на предлог тадашњег епископа источноамеричког и канадског Христофора који је уједно био и први администратор епархије, све до избора првог епископа канадског.
На редовном заседању Светог архијерејског сабора 16. маја 1984. године синђел Георгије (Ђокић), калућер манастира Тавне, изабран је за епископа канадског, а патријарх српски Герман посвећује га 8. јула исте године у Саборној цркви Светог архангела Михаила у Београду. На Покров Пресвете Богородице, 14. октобра 1984, владика Георгије устоличен је као епископ канадски у Саборној цркви у Хамилтону.
У оквиру Епархије канадске делује Савез кола српских сестара који је основан на првој епархијској скупштини, одржаној у Српском центру у Мисисаги 2. фебруара 1985. године. Једно време је постојао и епархијски радио програм „Благовесник” који се емитовао сваке суботе на радио станици 1540 АМ у Торонту. Статут Епархије канадске написан је 1993. и потврђен од стране Светог архијерејског сабора 1995. године.
При епархији делује и Добротворни фонд „Цар Лазар”. За свој допринос у хуманитарним делатностима усмереним последњих година највише према Републици Српској и Крајини, фонд је 1996. године одликован од стране Светог архијерејског синода Орденом Светог Саве другог реда.
Од оснивања Епархије канадске, односно од устоличења првог епископа канадског Георгија, изграђени су и посвећени храмови у Отави, Мисисаги, Витбију, Киченеру, Оквилу, Лондону, Калгарију, Едмонтону, Винипегу, а обновљена је и живописана црква у Реџајни. Саграђен је низ црквених сала, парохијских кућа и један старачки дом (у Виндзору).
Круна градитељског рада владике Георгија и Епархије канадске свакако је Манастир Светог Преображења Господњег у Милтону. Темеље првог српског манастира у Канади освештао је патријарх српски Павле 21. октобра 1992. године. Манастирска црква је саграђена и освештана 12. јуна 1994. године, а нови епископски двор/манастирски конак фебруара 1995. године.
Одлуком Светог архијерејског сабора од 21. маја 2009. године, све парохије у Канади под омофором су Епархије канадске, а тај догађај је свечано прослављен Литургијом јединства у Манастиру Светог Преображења Господњег у Милтону на Епархијски дан, 14. јуна 2009. године. У међувремену, Црква Светог Архангела Михаила у Торонту је изашла из састава Епархије канадске.
Епархија канадска је 2014. године свечано обележила 30 година свог постојања.
Након извесних потреса, патријарх Иринеј именован је уместо смењеног епископа канадског Георгија за администратора Епархије канадске, 29. априла 2015. године. Остао је на тој привременој функцији све до одабира дотадашњег епископа источноамеричког Митрофана, 25. маја 2016. године. Владика Митрофан је, 18. септембра 2016. године, устоличен у Храму Сабора српских светитеља у Мисисаги тако да је дефакто и ова црква, поред цркве у Хамилтону, саборна црква.

## Издаваштво
Епархија је 1987. године покренула свој лист „Источник”, назван у част „Дабро-босанског источника” који је у 19. веку излазио у Сарајеву. Мало затим са радом почиње и истоимена издавачка кућа, која је до сада објавила на више десетина наслова. „Источник” је и име веб-странице епархије која постоји од 1998. године. Поред штампаног формата, лист излази и у дигиталном формату од јануара 2012. године.

## Цркве
У оквиру епархије су 26 цркве и три мисионарске парохије. Мисионарске парохије су: Светог Саве у Летбриџу, Светог Василија Острошког у Халифаксу и Светог Ђорђа у Тандер Беју. Манастирска црква Манастира Светог Преображења Господњег служи и као средишњи део бурлингтонско–милтонске парохије.

## Епископи
| Портрет | Име и презиме           | Време службе              |
| ------- | ----------------------- | ------------------------- |
|         | Христофор (Ковачевић)   | 1983—1984 (администратор) |
|         | Георгије (Ђокић)        | 1984—2015                 |
|         | Патријарх српски Иринеј | 2015—2016 (администратор) |
|         | Митрофан (Кодић)        | од 2016.                  |